# Haydn Fleury
Haydn Fleury (* 8. Juli 1996 in Carlyle, Saskatchewan) ist ein kanadischer Eishockeyspieler, der seit Juli 2024 bei den Winnipeg Jets aus der National Hockey League unter Vertrag steht. Zuvor verbrachte der Verteidiger unter anderem über sechs Jahre in der Organisation der Carolina Hurricanes, die ihn im NHL Entry Draft 2014 an siebter Position ausgewählt hatten.

## Karriere

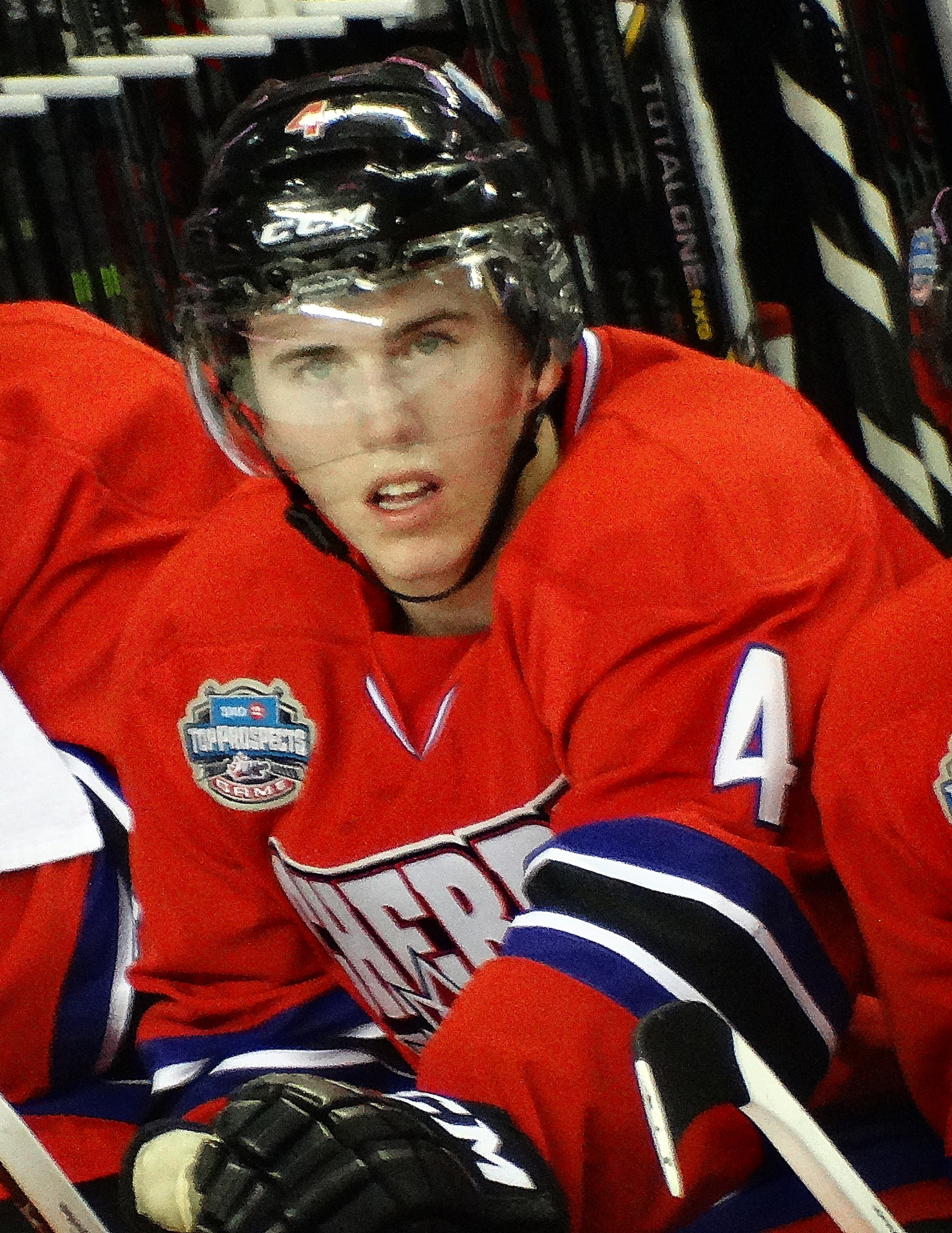
Haydn Fleury, 2014

Haydn Fleury wurde in Carlyle geboren und spielte in seiner Jugend unter anderem für die Camrose Kodiaks sowie die Notre Dame Hounds. 2011 wählten ihn die Red Deer Rebels aus der Western Hockey League (WHL) im WHL Bantam Draft an 43. Position aus, sodass er zum Ende der Spielzeit 2011/12 für das Team debütierte und mit Beginn der Spielzeit 2012/13 fest zu dessen Kader gehörte. Seine beste persönliche Statistik erreichte der Abwehrspieler in seinem zweiten WHL-Jahr, wobei er in 70 Spielen 46 Scorerpunkte erzielte. Anschließend wurde der Kanadier im NHL Entry Draft 2014 an siebter Position von den Carolina Hurricanes ausgewählt, die ihn wenige Monate später mit einem Einstiegsvertrag ausstatteten. Zu seinem Profidebüt kam Fleury allerdings erst gegen Ende der Saison 2014/15, als in einer Partie der Charlotte Checkers, dem Farmteam der Hurricanes, in der American Hockey League eingesetzt wurde und dort prompt sein erstes Tor erzielte.
Dennoch kehrte der Verteidiger auch zur Spielzeit 2015/16 zu den Rebels in die WHL zurück und nahm mit dem Team als Gastgeber am Memorial Cup 2016 teil, bei dem er ins All-Star Team des Turniers gewählt wurde. In der Folge wechselte Fleury fest in die Organisation der Hurricanes und verbrachte eine komplette Saison bei den Checkers in der AHL, bevor er sich im Rahmen der Vorbereitung auf die Spielzeit 2017/18 einen Platz im Aufgebot Carolinas erspielte und dort schließlich im Oktober 2017 in der National Hockey League (NHL) debütierte. Dennoch absolvierte er auch weiterhin Spiele für Charlotte in der AHL, mit denen er am Ende der Saison 2018/19 den Calder Cup gewann. Zur Spielzeit 2019/20 etablierte er sich im NHL-Aufgebot der Hurricanes.
Nach über sechs Jahren in der Organisation der Hurricanes wurde Fleury kurz vor der Trade Deadline im April 2021 an die Anaheim Ducks abgegeben. Im Gegenzug wechselten Jani Hakanpää sowie ein Sechstrunden-Wahlrecht im NHL Entry Draft 2022 nach Carolina. Bereits drei Monate später verließ der Kanadier die Ducks bereits wieder, nachdem er im NHL Expansion Draft 2021 von den Seattle Kraken ausgewählt worden war. Dort war er eine Saison aktiv, ehe er im Juli 2022 als Free Agent zu den Tampa Bay Lightning wechselte. In gleicher Weise schloss er sich im Juli 2024 den Winnipeg Jets an.

### International
Auf internationalem Niveau debütierte Fleury im Rahmen der World U-17 Hockey Challenge 2013, bei der er mit dem Team Canada West den neunten Platz belegte. Im gleichen Jahr folgte der Gewinn der Goldmedaille beim Ivan Hlinka Memorial Tournament 2013, bevor er mit der U18-Nationalmannschaft bei der U18-Weltmeisterschaft 2014 die Bronzemedaille errang und als bester Verteidiger des Turniers ausgezeichnet wurde. Ferner vertrat er sein Heimatland mit der U20-Nationalmannschaft bei der U20-Weltmeisterschaft 2016 und erreichte dort mit der kanadischen Auswahl den sechsten Rang.

## Erfolge und Auszeichnungen
- 2016 Memorial Cup All-Star Team
- 2019 Calder-Cup-Gewinn mit den Charlotte Checkers

### International
- 2013 Goldmedaille beim Ivan Hlinka Memorial Tournament
- 2014 Bronzemedaille bei der U18-Junioren-Weltmeisterschaft
- 2014 Bester Verteidiger der U18-Junioren-Weltmeisterschaft

## Karrierestatistik
Stand: Ende der Saison 2024/25

### International
Vertrat Kanada bei:
- World U-17 Hockey Challenge 2013
- Ivan Hlinka Memorial Tournament 2013
- U18-Junioren-Weltmeisterschaft 2014
- U20-Junioren-Weltmeisterschaft 2016

(Legende zur Spielerstatistik: Sp oder GP = absolvierte Spiele; T oder G = erzielte Tore; V oder A = erzielte Assists; Pkt oder Pts = erzielte Scorerpunkte; SM oder PIM = erhaltene Strafminuten; +/− = Plus/Minus-Bilanz; PP = erzielte Überzahltore; SH = erzielte Unterzahltore; GW = erzielte Siegtore; 1 Play-downs/Relegation; Kursiv: Statistik nicht vollständig)

## Persönliches
Sein Bruder Cale Fleury ist ebenfalls Eishockeyspieler und wurde im NHL Entry Draft 2017 an 87. Position von den Canadiens de Montréal ausgewählt.